# Rory Flanagan
Rory Flanagan is een personage uit de Amerikaanse televisieserie Glee van Fox Broadcasting Company, gespeeld door Damian McGinty. Hij is een van de leden van de fictieve Glee Club. Het personage is gecreëerd door Ryan Murphy, Brad Falchuk en Ian Brennan.
Rory is een uitwisselingsstudent uit Ierland die wordt geïntroduceerd als tweedejaarsstudent en woont in het huis van Brittany Pierce (Heather Morris) tijdens zijn studie op het McKinley High. In zijn eerste aflevering voegt hij zich bij de McKinley Glee Club, The New Directions.
Het personage is ontstaan nadat McGinty als een van de twee winnaars van The Glee Project uit de bus kwam. Hij won een zeven-aflevering lange rol in het derde seizoen van Glee. McGinty zal na de zeven beloofde afleveringen nog als Rory in de show te zien zijn.

## Verhaallijn
Rory, een buitenlandse uitwisselingsstudent uit Ierland komt als tweedejaarsstudent op het McKinley High en wordt regelmatig gepest. Hij verblijft in het huis van Brittany (Heather Morris), die gelooft dat Rory een kabouter is. Rory, die een oogje op Brittany heeft, probeert haar in deze veronderstelling te laten omdat ze heeft beloofd dat als hij 3 wensen van haar laat uitkomen, hij in haar "Pot o' Gold" mag komen. Rory vervult gemakkelijk haar eerste twee wensen maar slaagt er niet in de derde wens, ervoor zorgen dat New Directions co-leider Finn Hudson (Cory Monteith) niet gekwetst is als Brittany de club verlaat om zich bij de Troubletones te voegen, uit te laten komen. Later redt Finn Rory van enkele pestkoppen, waarna Rory zich verontschuldigt voor zijn rol in het vertrek van Brittany. Hij doet met succes auditie voor de New Directions met het nummer "Take Care of Yourself" en neemt later deel aan de sectionals schoolkoor competitie waar ze de Troubletones verslaan.
Recentelijk teruggekeerd Glee club lid Sam Evans (Chord Overstreet) biedt Rory aan om hem mee naar huis te nemen tijdens de feestdagen om hem een echte Amerikaanse kerst te laten beleven, want Brittany's familie blijft niet in de stad. Samen zamelen ze geld in voor mensen in nood.
Rory en Artie (Kevin McHale) concurreren tegen elkaar om Sugar Motta's (Vanessa Lengies) date te zijn op haar Valentijnsfeestje in de aflevering "Heart". Ze kiest Rory nadat hij aan de Glee club aankondigt dat zijn verzoek voor een visum voor volgend jaar is geweigerd.